# Saltatio Mortis
I Saltatio Mortis sono un gruppo tedesco noto per suonare musica medievale utilizzando strumenti dell'epoca. Il loro nome latino significa "Danza della Morte". Si formano nel 2000. Spesso usano le cornamuse come strumento per assoli, e le loro performance live attirano l'attenzione per il look bizzarro dei componenti, come già accadeva per i Corvus Corax. Il loro motto è "Wer tanzt, stirbt nicht." (Chi danza non muore).
Attualmente il gruppo è formato da otto membri permanenti: Alea der Bescheidene, Lasterbalk der Lästerliche, Jean Méchant der Tambour, Till Promill, Falk Irmenfried von Hasen-Mümmelstein, Luzi Das-L, El Silbador e Bruder Frank. Il gruppo normalmente lavora con l'etichetta Napalm Records, mentre invece, con Provocatio si è affidato alla AUDIOGLOBE SRL, per Zirkus Zeitgeist è passato alla label WE LOVE MUSIC, dopodiché è approdato alla Vertigo/Capitol per Brot und Spiele, ritornando a WE LOVE MUSIC con Für Immer Frei.

## Interpretazione e teoria
Siccome la teoria della musica medievale era dominata dai chierici, è spesso difficile determinare dai manoscritti esistenti come suonasse la musica popolare di quel tempo. I Saltatio Mortis hanno cominciato il loro cammino musicando in versione metal poemi dell'antica Grecia ed antichi canti medievali tedeschi, francesi ed inglesi, per poi arrivare, negli ultimi album pubblicati, a suonare e scrivere canzoni di propria mano, cosa che li ha resi molto amati in Germania.

## Storia del gruppo
La band venne fondata nel 2000. È attiva agli eventi di musica medievale di tutti i tipi, come il "Mittelalterlich Phantasie Spectaculum" di Gisbert Hiller.
Dopo la pubblicazione del loro primo album Tavernakel, Das zweite Gesicht gli fruttò la notorietà sulle scene. Con Heptessenz e Erwachen si sono imposti sulla scena della musica medievale. Seguirono l'album Manufactum, live strumentale acustico, e nell'agosto 2005 Des Königs Henker. In quest'ultimo la band tratta, fra gli altri, i temi del potere (e del suo abuso), della libertà e della morte. Con questo album la band definì il proprio stile di rock e rinunciò del tutto all'accompagnamento elettronico; anche i titoli risalenti all'epoca elettronica vengono da quel momento presentati solo in veste rock. Nell'ottobre 2006 venne reso noto che Dominor, Ungemach e Die Fackel avevano lasciato la band. Nei successivi due anni la band modificò il proprio orientamento tematico e personale, intensificò la propria presenza a eventi di matrice rock e con Aus der Asche pubblicò l'album finora di maggior successo della sua storia. La band tiene sempre molto alle sue radici e suona in acustico ai mercatini medievali e come musicisti di strada.
Bruder Frank (al basso) è un membro fisso della band dal 2007. Nel febbraio 2009 la band si ridusse momentaneamente a un sestetto: Thoron Trommelfeuer e Cordoban der Verspielte lasciarono il progetto. Tuttavia, lo stesso anno si aggiunse alla band Jean Méchant, chiamato "der Tambour", che era ed è tuttora anche batterista della band Abandoned.
Nell'agosto 2009 uscì l'album Wer Wind Sæt, che portò avanti il nuovo stile più vicino al rock. Dopo una sola settimana dall'uscita raggiunse il decimo posto in classifica nel mercato tedesco; per le canzoni Ebenbild e Letzte Worte furono girati dei videoclip promozionali. Nell'album si trova anche il brano Salome, un duetto di Alea der Bescheidene con Doro Pesch. 
Dopo tre album rock, nel 2010 venne pubblicato Manufactum II, di nuovo un album live con pura musica acustica da mercatino medievale.
Nell'aprile 2011 uscì il DVD 10 Jahre Wild und Frei, registrato il 15 ottobre 2010 a Wuppertal in occasione del concerto per il decimo anniversario, a cui hanno partecipato come ospiti musicisti quali Doro Pesch, Eric Fish e Dr. Pest (membro dei Die Apokalyptischen Reiter), oltre agli ex membri Cordoban der Verspielte e Thoron Trommelfeuer. Da aprile 2011, la band è affiancata nelle esibizioni rock ed in quelle acustiche da Luzi das L., che fino alla fine del 2010 era membro della band Schelmish. 
Nel settembre del 2011 venne pubblicato l'album Sturm aufs Paradies.
Nel novembre 2012 Herr Samoel lasciò la band. Il ruolo di chitarrista fu dunque assunto da Till Promill, che precedentemente suonava con la band Supernova Plasmajet, con i Someone Else e con i Sensles. Venne quindi pubblicato nell'agosto 2013 l'album Das Schwarze Einmaleins, che salì alla prima posizione nelle classifiche tedesche. Nel dicembre del 2013 uscì il video live Provocatio, in formato Blu-ray e DVD, con uno show di tre ore registrato al Mittelalterlich Phantasie Spactaculum nel quartiere Öjendorf di Amburgo.
Nell'agosto del 2015 uscì Zirkus Zeitgeist, anch'esso salito alla prima posizione nelle classifiche tedesche. Ad esso seguirono un album acustico (Manufactum III), un live registrato in Große Freiheit ad Amburgo, nonché un best of con tre pezzi inediti (Licht Und Schatten - Best Of 2000 - 2014).
A maggio del 2018, dopo quasi tre anni di intenso lavoro, la band annuncia ufficialmente la pubblicazione del nuovo album di inediti Brot und Spiele, la cui uscita inizialmente era prevista per il 27 luglio dello stesso anno, per poi essere posticipata al 17 agosto.
Per celebrare il ventennale della nascita della band, il 10 luglio 2020 il gruppo annuncia l'uscita del nuovo album studio Für Immer Frei, inizialmente prevista per il 2 ottobre dello stesso anno, ma poi rinviata al 9 ottobre a causa di ritardi dovuti alla pandemia di COVID-19.

## Stile musicale e tematiche
Lo stile del gruppo si può descrivere come Rock medievale o Folk rock (fino a spingersi, specialmente negli album più recenti, del tutto nello stile Folk metal). 
I testi, principalmente in tedesco (spesso denso di arcaismi), ma in rari casi anche in latino, inglese o svedese, si concentrano in larga parte sulla critica all'autorità e sulla celebrazione dei valori spirituali.
I Saltatio Mortis utilizzano nella loro musica la strumentazione tradizionale, ma la integrano con gli influssi rock; agli inizi erano anche utilizzate basi elettroniche. Le liriche sono principalmente originali: fra i loro album rock, solo pochi di essi contengono testi provenienti dalla tradizione medievale.
Inoltre, sporadicamente, suonano acusticamente in eventi della cosiddetta Marktmusik, un genere di folk germanico diffuso nei Paesi di lingua tedesca, e a volte questi eventi vengono registrati e pubblicati sotto forma di live acustici (ad esempio gli album Manufactum, Manufactum II e Manufactum III).

## Posizione politica
Insieme alla loro canzone Wachstum Über Alles del 2013, i Saltatio Mortis pubblicarono una lettera aperta, in cui, fra le altre cose, criticavano lo sforzo dell'economia verso la massimizzazione dei profitti e l'iniqua distribuzione della ricchezza in Germania. A questo fine, nel brano citarono espressamente la melodia e il testo del Lied der Deutschen (l'inno tedesco), e di conseguenza si videro esposti a sempre crescenti critiche che li identificavano nella destra politica. Con un articolo sul proprio sito web la band respinse le accuse e dichiarò che un videoclip musicale, per essere critico nei confronti del sistema, possa ricorrere all'utilizzo dei simboli nazionali.

## Formazione

### Formazione attuale
- Alea der Bescheidene (Jörg Roth) - voce, cornamusa, ciaramella, arpa, didgeridoo, bouzouki irlandese, chitarra
- Till Promill (Till Grohe) - chitarra
- Jean Méchant der Tambour (Jan S. Mischon) - batteria, percussioni
- Falk Irmenfried von Hasen-Mümmelstein (Gunter Kopf) - cornamusa, ciaramella, ghironda, cori
- El Silbador (Christian Sparfeldt) - cornamusa, ciaramella, uilleann pipes, low whistle, biniou
- Bruder Frank (Frank Heim) - basso elettrico, Chapman Stick

### Ex componenti
- Dominor der Filigrane (Dominik Pawlatt) - chitarra elettrica, cornamusa, chitarra acustica, ciaramella (2000 - 2006)
- Die Fackel (Holger Becker) - basso elettrico, cornamusa, ciaramella, arpa, tastiera, mandola (2000 - 2006)
- Ungemach der Missgestimmte (Marc Sattel) - cornamusa, ciaramella, chitarra, percussioni, programmazione (2000 - 2006)
- Thoron Trommelfeuer (Kai Rodenberger) - soneria (2000 - 2009)
- Magister Flux (Florian Lacina) - pirotecnica, design (2003 - 2010)
- Herr Schmitt (Volker Schick) - batteria, percussioni (2004 – 2007)
- Mik El Angelo (Michael Reinbacher) - chitarra, liuto, bouzouki (2006 - 2007)
- Cordoban der Verspielte (Sebastian Brenner) - ciaramella, cornamusa, tin whistle, low whistle, violino, cori (2006 - 2009)
- Herr Samoel (Michael Kaufmann) - arpa, chitarra (2007 - 2012)
- Lasterbalk der Lästerliche (Timo Gleichmann) - batteria, tamburi turchi, tamburi, timpani, percussioni, programmazione (2000 - 2021)
- Luzi Das-L (Robin Biesenbach) - cornamusa, ciaramella, tromba marina, bouzouki (2011 - 2025)

## Discografia

### Album in studio
- 2001 - Tavernakel
- 2002 - Das Zweite Gesicht
- 2003 - Heptessenz
- 2004 - Erwachen
- 2005 - Des Königs Henker
- 2007 - Aus der Asche
- 2009 - Wer Wind Sæt
- 2011 - Sturm aufs Paradies
- 2013 - Das Schwarze Einmaleins
- 2015 - Zirkus Zeitgeist
- 2018 - Brot und Spiele
- 2020 - Für Immer Frei
- 2021 - Für Immer Frei (Unsere Zeit Edition)
- 2024 - Finsterwacht

### Raccolte
- 2016 - Licht Und Schatten - Best Of 2000 - 2014
- 2025 - Weltenwanderer - Von Träumen & Krawall

### Album dal vivo
- 2005 - Manufactum
- 2010 - Manufactum II
- 2010 - 10 Jahre Wild und Frei
- 2013 - Manufactum III

### Apparizioni come ospiti
- 2003: Besessen (su Weltunter (Der Schwarze Schmetterling III)) di ASP
- 2006: Schicksalsrad (su Seelenfänger) di Spielbann
- 2010: All We Are (su 25 Years in Rock... and Still Going Strong) di Doro
- 2011: Symposium (su Wunsch ist Wunsch) di Feuerschwanz
- 2012: Traum vom Tod II (su XX – Eisheilige Nacht) di Subway to Sally
- 2013: Bitte schlag mich (su Bitte Schlag Mich (EP)) di Ost+Front
- 2013: Seligkeit (su Nimmerhehr - Tour Edition) di Mono Inc.
- 2013: Geisterschiff (Live) (su Schandmaul's YouTube channel) di Schandmaul
- 2015: Eisenmann (Live Unplugged) (su Unter Dampf - Ohne Strom) di Unheilig
- 2017: Gesegnet und hoch geachtet (Anche la versione Reprisal di questa canzone), Kommt herbei und feiert mit (su Der Fluch des Drachen) di Corvus Corax
- 2018: We Drink Your Blood (su Communio Lupatum) di Powerwolf
- 2018: Ein Wort fliegt wie ein Stein (su Akephalos) di Unzucht
- 2020: Krieg kennt keine sieger (Cover) (su The Ghost Xperiment - Illumination) di Vanden Plas
- 2020: The Drunken Sailor (su 3 Cheers for 30 Years) di Fiddler's Green
- 2021: Das Elfte Gebot (Live), Hauptmann und Maid (Live) (feat. Patty Gurdy) e Schlidmaid (Live) (dal concerto in live streaming) di Feuerschwanz
- 2021: Kaufmann und Maid feat. Sasha, Subway to Sally, Tanzwut, d'Artagnan, Feuerschwanz, Patty Gurdy (su Feuer & Flamme (Helden Edition)) di d'Artagnan
- 2021: Hypa Hypa (su MMXX (Hypa Hypa Edition)) degli Eskimo Callboy
- 2021: Pack (su Die Tanzwut kehrt zurück) di Tanzwut
- 2021: Veitstanz (Live) feat. Chris Harms da Lord of the Lost, Schandmaul, MajorVoice, Patty Gurdy, Feuerschwanz (su Eisheilige Nacht: Back to Lindenpark) di Subway to Sally
- 2021: Spielmannsschwur (Cover) (su Minnewar) di Harpyie
- 2021: Das Elfte Gebot (Live), Hauptmann und Maid (Live) (feat. Patty Gurdy) e Schlidmaid (Live) (su Die Letzte Schlacht) di Feuerschwanz
- 2021: Warriors of the World United feat Angus McFife, Melissa Bonny (su Memento Mori) di Feuerschwanz
- 2022: Good Life (su Not The End of the Road) di Kissin' Dynamite (accreditato come Jorg Roth)
- 2022: Königsgarde feat. Feuerschwanz (su Knüppel aus dem Sack) di Schandmaul
- 2022: It's Raining Beer (su Lang Liebe Der Hass) di Hämatom (accreditato come Alea)
- 2023: IX (su König Der Asche) di Subway to Sally
- 2023: Stop the War (Fight for Love) feat. Doro, Electric Callboy, Kissin' Dynamite, Gotthard, Guernica Mancini, League of Distort (su Stop the War (Fight for Love) Rock Antenne) di Rockers United
- 2023: Keine Regein (su Dorfdisko zwei) di Finch
- 2023: Nichts bleibt mehr feat. Scala & The Kolacny Brothers (su Red Bull Symphonic) di Kool Savas mit dem Residenzorchester Baden-Württemberg

## Videografia

### Video live
- 2013 - Provocatio